# Silvano

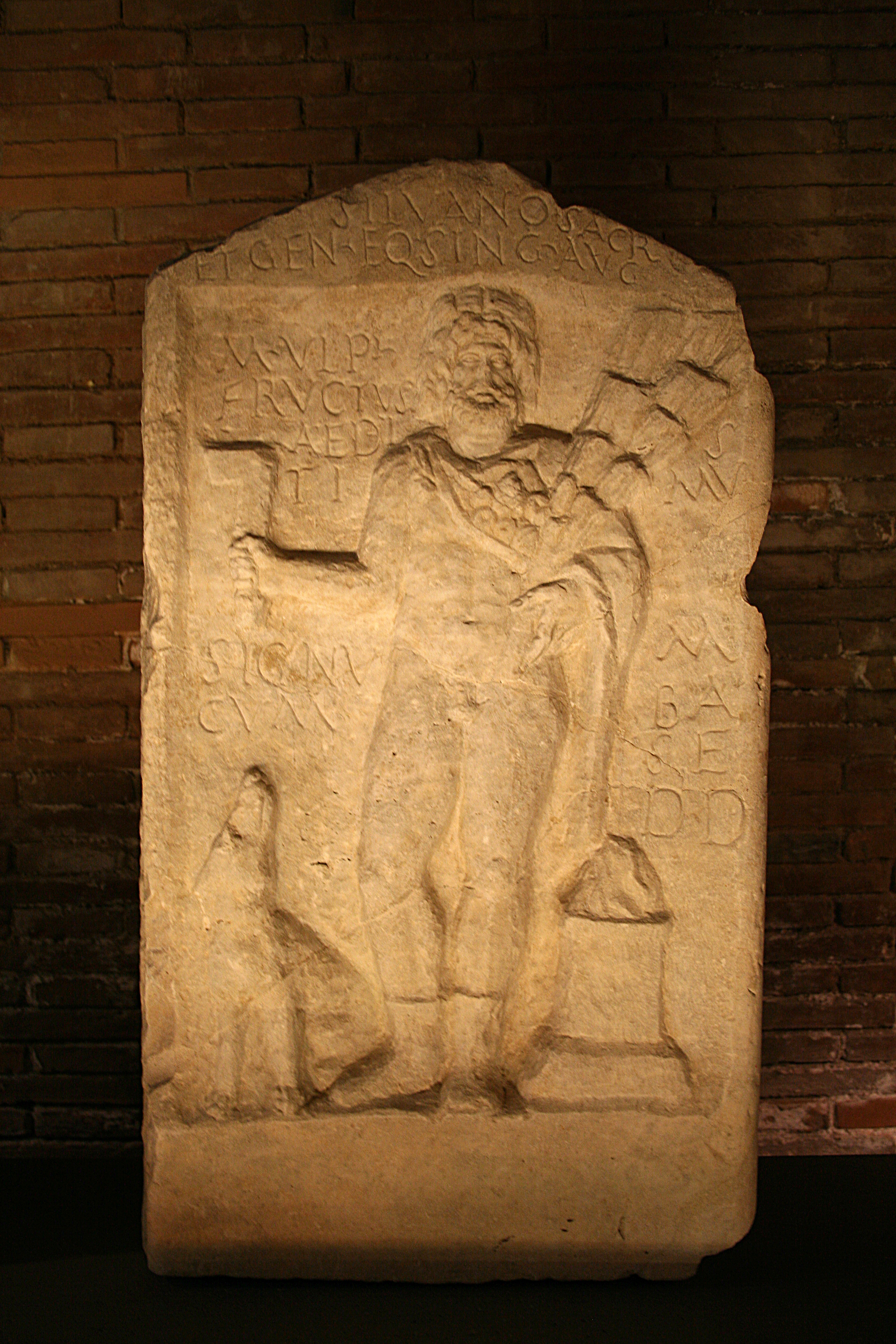
Altar decorado com baixo-relevo representando o deus Silvano nos Museus Capitolinos em Roma.

Silvano (/sɪlˈveɪnəs/; Silvanus, que significa "da floresta" em latim) foi uma divindade tutelar romana das florestas e terras não cultivadas. Como protetor da floresta (sylvestris deus) ele presidia especialmente as plantações e se deliciava com as árvores que cresciam silvestres. Ele também é descrito como um deus que zela pelos campos e pelos lavradores, protegendo em particular os limites dos campos. A divindade etrusca de nome semelhante, Selvano, pode ser um empréstimo de Silvano, ou nem mesmo ter origem relacionada.
Silvano é descrito como a divindade que protege os rebanhos de gado, afastando os lobos e promovendo sua fertilidade. Dolabella, engenheiro rural de quem se conhecem poucas páginas, afirma que Silvano foi o primeiro a erguer pedras para marcar os limites dos campos, e que cada propriedade tinha três Silvani:
- um Silvanus domesticus (nas inscrições chamado de Silvanus Larum and Silvanus sanctus sacer Larum)
- um Silvanus agrestis (também chamado salutaris, literalmente "dos campos" ou "salvador"), que era adorado pelos pastores, e
- um Silvanus orientalis, literalmente "do leste", isto é, o deus que preside o ponto onde começa uma propriedade.

Conseqüentemente, Silvani era frequentemente referido no plural.

## Etimologia
O nome Silvānus (pronúncia em latim: [s̠ɪɫ̪ˈwaː.nʊs̠]) é um derivado do latim, silva ('floresta, bosque'). É cognato com as palavras latinas silvester ('selvagem, não cultivado'), silvicola ('habitando florestas') ou silvaticus ('de florestas ou matagais'). A etimologia de silva não é clara.

## Atributos e associações
Como outros deuses das florestas e dos rebanhos, Silvano é descrito como um apreciador de música; a siringe era sagrada para ele, e ele é mencionado junto com os Pans e as Ninfas. Especuladores posteriores até identificaram Silvano com Pã, Fauno, Ínuo e Egipã. Ele deve ter sido associado ao Marte italiano, pois Catão refere-se a ele consistentemente como Mars Silvanus. Estas referências a Silvano como um aspecto de Marte, combinadas com a sua associação com florestas e clareiras, dão contexto à adoração de Silvano como o doador da arte (techne) da guerra florestal. Em particular, os rituais de iniciação dos evocati parecem ter referenciado Silvano como um deus protetor dos ataques às mulheres e ao gado, talvez preservando elementos do culto etrusco anterior.
Nas províncias fora da Itália, Silvano foi identificado com vários deuses nativos:
- Sucellus, Poeninus, Sinquas e Tettus na Gália e Germânia.
- Callirius, Cocidius e Vinotonus na Britânia. Um Templo romano-celta contendo várias placas dedicadas para Silvanus Callirius têm sido encontradas em Camuloduno (moderna Colchester).[18]
- Calaedicus na Hispânia.
- O Mogiae na Panônia.
- Selvano na Etrúria (embora a validade desta identificação tenha sido contestada).[8]
- Sileno, um deus grego, fundido com Silvano na literatura latina.[19]
- Pã, (deus das florestas, pastagens e pastores), na mitologia greco-romana.[19]
- Aristeu, um deus/patrono dos pastores, da colheita e de outras artes rurais.

O deus eslavo Porewit tem semelhanças com Silvano.
Xavier Delamarre sugere que o epíteto Callirius pode estar relacionado ao teônimo bretão Riocalat(is) (atestado em Cumberland Quarries), e ambos significam "(Deus) com cavalos selvagens".

## Culto

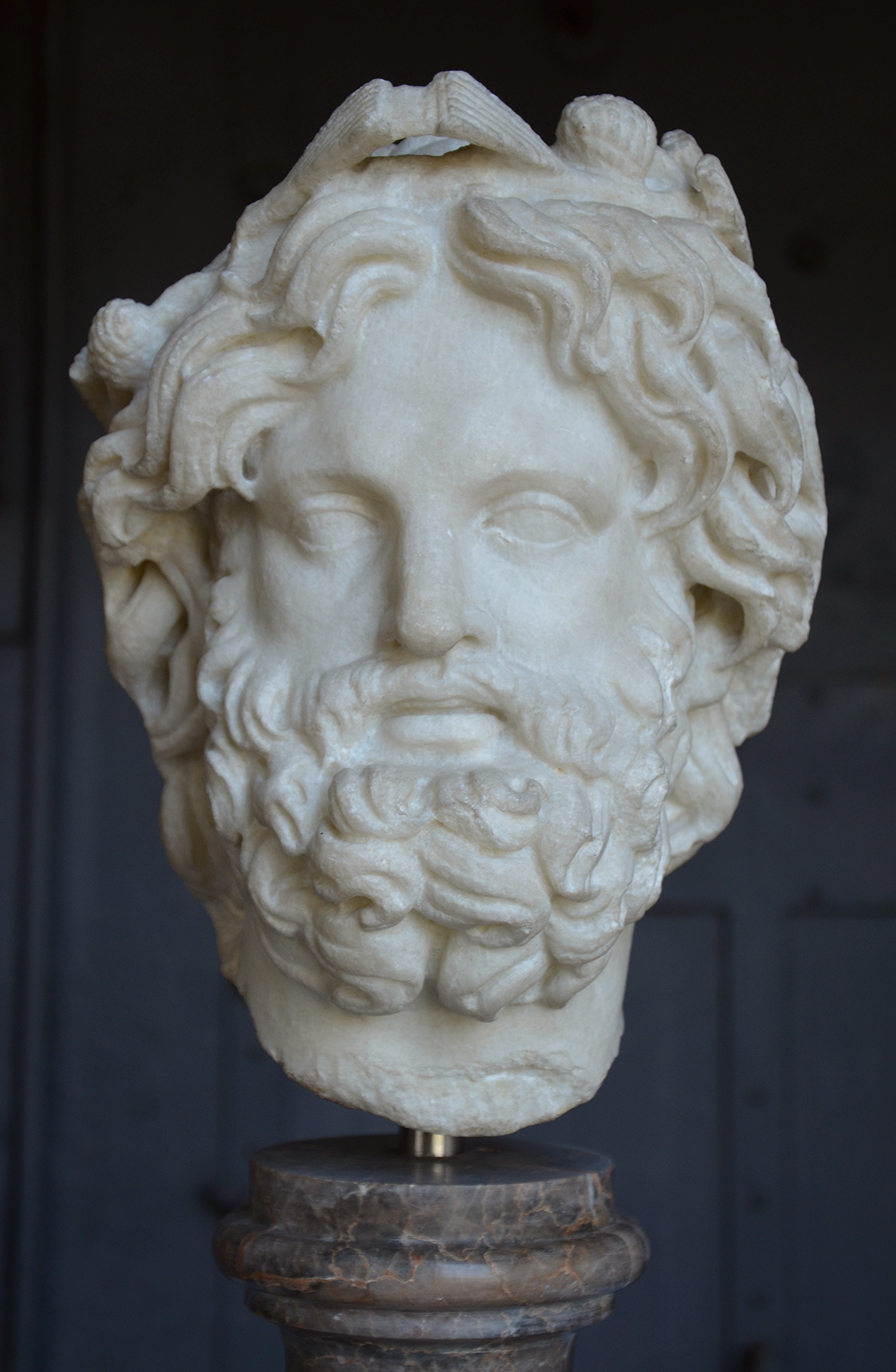
Cabeça de Silvano coroada com pinho, Centrale Montemartini, Roma.

Os sacrifícios oferecidos a Silvano consistiam em uvas, espigas, leite, carne, vinho e porcos. Em De Agricultura de Catão, é descrita uma oferenda a Mars Silvanus, para garantir a saúde do gado; ali consta que sua ligação com a agricultura referia-se apenas ao trabalho realizado pelos homens, e que as mulheres eram excluídas de seu culto. (Compare Bona Dea para uma divindade romana de cujo culto os homens foram excluídos.) Virgílio relata que nos primeiros tempos os pelagianos do Tirreno dedicaram um bosque e um festival a Silvano, um símbolo do deserto do deus.

## Na literatura
Nas obras de poesia e arte latinas, Silvano sempre aparece velho, mas alegre e apaixonado por Pomona. Virgílio o representa carregando o tronco de um cipreste (em grego:  δενδροφόρος), sobre o qual o seguinte mito é contado. Silvano – ou Apolo de acordo com outras versões – estava apaixonado por Ciparisso e uma vez, por acidente, matou uma corça de estimação pertencente a Ciparisso. Este último morreu de tristeza e foi metamorfoseado em cipreste.
No poema épico de Edmund Spenser, The Faerie Queene (1590–96), Silvano aparece no Canto VI do Livro I. Seus 'deuses da floresta selvagem' (Estrofe 9) salvam a perdida e assustada Lady Una de ser molestada por Sans loy e a levam até ele . Eles a tratam como uma Rainha por causa de sua grande beleza. Spenser escreve na estrofe 14:
Então eles a trouxeram para o velho Syluanus;
Quem com o barulho acordou, sai,
Para amenizar a causa, seus passos fracos governando,
E membros envelhecidos em estábulo de cipreste robusto,
E com uma Yvie Twyne, seu traseiro está cingido.